# 柏原純一
柏原 純一（かしわばら じゅんいち、1952年6月15日 - ）は、熊本県八代市出身の元プロ野球選手（内野手）・コーチ、解説者・評論家・YouTuber。

## 経歴

### プロ入り前
実家はイグサ農家で、母親は代用教員をしていたという家庭だった。4人きょうだいの第3子（姉、兄、妹がいる）。八代東高校では3年次の1970年、春の選抜にエースとして出場。1回戦で日大三高の渡部良克（日大）と投げ合うも0-2で完封負けを喫した。同年の夏の甲子園県予選では、準々決勝で熊本一工に延長15回の末、敗退した。

### プロ入り後
同年のドラフトで南海ホークスから8位指名を受け、外野手として入団。その年の秋季キャンプでは袴のようなダブダブのジャージ姿で現れ、当時評論家として視察に来ていた青田昇に「あれは本当に野球選手か。早く地元に帰したらどうか」と酷評されたが、2年後一軍のレギュラーとなり、大洋の監督に就任した青田の前に野村克也選手兼任監督が柏原を連れて行った。「プロに二軍があるとは知らなかった」というほど、何も知らずに大阪へ来たという。
1973年に一軍に上がり、内野手に転向。
1974年には藤原満と併用され、三塁手として54試合に先発出場するが、ドン・ブレイザーヘッドコーチに失格の烙印を押される。
1975年からは一塁手に回る。
1976年にはレギュラーを獲得して規定打席（22位、打率.260）にも達した。
1977年に連続して2桁本塁打を打ち、南海のホープとして期待される。南海時代、ボサボサ頭で、合宿所の畳部屋に一升瓶と共に寝転がっていた姿を見た漫画家の水島新司が、柏原のその風貌を「あぶさん」のモデルの一人にした。柏原は、1977年シーズン途中での野村の解任に際して球団に反旗を翻し、「ロッテじゃなければ引退する」などといった発言まで出して野村と同じロッテオリオンズへの移籍を直訴したが認められなかった。
1978年に小田義人、杉田久雄との交換トレードで日本ハムファイターズへの移籍が決定する。南海、日本ハムの両球団が対象選手の統一契約書のみの交換でトレードを成立（本人の合意を取り付けないままの書類上による強制トレード：プロ野球史上2例目）させたため、任意引退を覚悟した上で柏原も移籍を拒絶したが、野村夫妻に説得されるなどして最終的には承諾、移籍した。日本ハムでは移籍1年目から4番を任され、全試合に出場して共にリーグ5位の24本塁打、84打点と自身最高の成績を記録し、11年ぶりのAクラス入りに貢献した。
1980年から1984年にかけて5年連続全試合出場を果たし、1980年には自己最高の34本塁打（リーグ7位）、96打点（リーグ5位）を記録。選手会長を務めた1981年には打率.310（リーグ8位）、16本塁打、81打点の成績を挙げ19年ぶりのリーグ優勝に貢献する。巨人との日本シリーズでは、19打数8安打2打点2本塁打と活躍した。
1980年6月、首都高速道路を走行中に衝突事故を目撃し持っていたバットでドアガラスを割り、事故車両に閉じこめられていた負傷者らを救出した。
1981年7月19日の西武ライオンズ戦（平和台）では、永射保から敬遠球を大根斬りしたような打法で本塁打を放った。柏原ばかりがクローズアップされる敬遠からの本塁打ではあるが、最初から本塁打を狙っていたわけではなく、きっかけには柏原の同僚だったトニー・ソレイタの存在が関わっていた。その場面は6回裏2死三塁、打者が柏原で、次打者のソレイタが永射を大の苦手としており、西武ベンチは空いていた一塁を埋めるために柏原を敬遠してソレイタで抑える作戦で考えていたが、永射と捕手の吉本博はベンチの指示に従い、永射は立ち上がっていた吉本に1球目と2球目は外角への投球をしていた。「本塁打狙いより三遊間を抜ける安打を打てば1点は入るだろう」と事前に考えていた柏原が「永射の敬遠球が内角に来たら打ってやろう」と思い、永射の3球目が甘くなり内角気味に来たところ、バットをグリップエンドからしっかり握って思い切り振り込んだ結果、打球がバットの真芯に当たり左中間方向に大きく飛び、外野のフェンスを越えてスタンドに入ってそのまま本塁打となった。これは2017年12月2日にNHK BS1「球辞苑」で敬遠がテーマになった際、出演した柏原がこの本塁打についていろいろと語っていて、失敗をするリスクはなかったとも語っていた。この経験は後に阪神タイガースで指導した新庄剛志にも生かされた。ただ、2018年から日本プロ野球でも申告敬遠のルールが適用されているため、敬遠球を本塁打にしたプロ野球選手は巨人の長嶋茂雄と唯一、外野スタンドまで打球を飛ばした柏原の2人のみとなる。
1985年に就任した高田繁監督の構想から外れる。
1986年に阪神に金銭トレードで移籍。同年は主に左翼手として起用されるが、シーズン終盤には掛布雅之の故障離脱に伴い三塁手もこなした。規定打席には届かなかったが打率.313、17本塁打を記録。
1987年は打撃が低迷。
1988年には村山実監督による若手への世代交代策によって出場機会も減少。同年引退。引退を判断したのはランディ・バースの守備固めで一塁で1試合2失策を記録し、守備には自負があったからこれがこたえ限界だと思って自分で判断したと述べている。

### 現役引退後
引退後は阪神で一軍守備・走塁コーチ（1989年）→二軍打撃コーチ（1990年 - 1995年）を務め、在任中は新庄を育て、亀山努を1軍に送り出したが、解任。
阪神退団後は阪神コーチで一緒だった島野育夫ヘッドコーチに声掛けで中日ドラゴンズ一軍打撃コーチ（1996年 - 1997年）を務め、本拠地のナゴヤ球場最終年とナゴヤドーム元年に在任をしていたが、狭いナゴヤ球場から広くなったナゴヤドームに移転してからのチーム打率・得点がリーグ最下位、安打もリーグ5位と成績が前年より低迷をしてしまい、その責任を取らされる形で退団。
中日退団後は朝日放送テレビ・朝日放送ラジオ・サンテレビ野球解説者（1998年）を経て、1999年から2001年まではかつての恩師である野村に請われ、古巣・阪神の一軍打撃コーチを務めたが、3年連続チーム打率・得点がリーグ最下位に低迷。2001年10月8日解任。当時球団社長の野崎勝義によると「打撃担当の柏原コーチが外国人選手に対してものを言えない。また特定の選手、例えば人気選手の新庄選手しか指導しない。それ以外の選手に熱意を持った指導がない」と語り、当時オーナーの久万俊二郎も「打撃コーチは能力的に無理なのではないか?」と指導力を問題視された。
阪神退団後はTigers-ai野球解説者・サンケイスポーツ（関西版）野球評論家（2002年 - 2003年）を経て、2004年に日本ハムチーム強化部プロスカウトに就任。2006年よりアマ担当「西日本統括スカウト」となり、2014年からは一軍打撃コーチとして13年ぶりに現場復帰。自身29年ぶりにファイターズのユニフォームに袖を通すこととなり、大谷翔平を指導し、2015年10月13日に退任が決まり、2016年からはチーム統轄本部プロスカウトに就任。2017年12月27日に日本ハムから同シーズン限りでの退団が発表され、2018年からは北海道テレビ・GAORA野球解説者。

## 人物
南海時代、ナイター前の休息時に大阪にある自宅マンションの近所の小学生達に請われてキャッチボールや簡単な野球の指導もした。夕方になり辺りが暗くなった際には、自宅にその近所の子供達を呼び、柏原の奥さんが作った晩ご飯を振る舞った。
日本ハム時代には、ブラザーの電子レンジのCMに夫婦で出演したことがある。掛布雅之も著書の中で、「安芸キャンプの宿舎のロビーにいた美人を大野久がナンパしようとしたところ、『いつもお世話になっています。柏原の妻です』と挨拶され、慌てて逃げた」というエピソードを紹介している。
日本ハム在籍当時はまだトランペットを使う応援がなく、笛を使った応援がされていたが柏原のみリズムの異なる「ピピピピピピピッ純一」というオリジナルのスタイルがあった。柏原の阪神移籍後、トランペット応援が主流でありながらも、柏原は個人応援歌は作成されずに笛応援が継続されていた。

## 詳細情報

### 年度別打撃成績
| 年 度     | 球 団     | 試 合 | 打 席 | 打 数 | 得 点 | 安 打 | 二 塁 打 | 三 塁 打 | 本 塁 打 | 塁 打 | 打 点 | 盗 塁 | 盗 塁 死 | 犠 打 | 犠 飛 | 四 球 | 敬 遠 | 死 球 | 三 振 | 併 殺 打 | 打 率 | 出 塁 率 | 長 打 率 | O P S |
| --------- | --------- | ----- | ----- | ----- | ----- | ----- | -------- | -------- | -------- | ----- | ----- | ----- | -------- | ----- | ----- | ----- | ----- | ----- | ----- | -------- | ----- | -------- | -------- | ----- |
| 1973      | 南海      | 25    | 70    | 65    | 7     | 18    | 3        | 1        | 1        | 26    | 6     | 2     | 0        | 0     | 0     | 3     | 0     | 2     | 8     | 1        | .277  | .329     | .400     | .729  |
| 1974      | 南海      | 82    | 210   | 188   | 24    | 45    | 10       | 1        | 6        | 75    | 21    | 7     | 2        | 0     | 1     | 19    | 3     | 2     | 31    | 2        | .239  | .314     | .399     | .713  |
| 1975      | 南海      | 70    | 212   | 186   | 20    | 41    | 3        | 1        | 6        | 64    | 29    | 6     | 6        | 0     | 3     | 20    | 0     | 2     | 14    | 6        | .220  | .299     | .344     | .643  |
| 1976      | 南海      | 124   | 487   | 435   | 48    | 113   | 18       | 4        | 16       | 187   | 55    | 26    | 7        | 4     | 2     | 40    | 1     | 6     | 59    | 9        | .260  | .329     | .430     | .759  |
| 1977      | 南海      | 129   | 507   | 462   | 65    | 118   | 19       | 3        | 18       | 197   | 54    | 12    | 4        | 2     | 2     | 38    | 0     | 3     | 58    | 12       | .255  | .315     | .426     | .741  |
| 1978      | 日本ハム  | 130   | 555   | 500   | 72    | 147   | 18       | 4        | 24       | 245   | 84    | 15    | 10       | 0     | 4     | 49    | 3     | 2     | 64    | 12       | .294  | .357     | .490     | .847  |
| 1979      | 日本ハム  | 123   | 546   | 487   | 77    | 139   | 18       | 3        | 22       | 229   | 90    | 18    | 2        | 0     | 3     | 54    | 4     | 1     | 47    | 10       | .285  | .356     | .470     | .826  |
| 1980      | 日本ハム  | 130   | 578   | 503   | 82    | 133   | 17       | 3        | 34       | 258   | 96    | 8     | 3        | 0     | 4     | 68    | 6     | 3     | 61    | 10       | .264  | .353     | .513     | .866  |
| 1981      | 日本ハム  | 130   | 563   | 468   | 92    | 145   | 22       | 3        | 16       | 221   | 81    | 15    | 3        | 1     | 6     | 84    | 3     | 4     | 39    | 11       | .310  | .415     | .472     | .887  |
| 1982      | 日本ハム  | 130   | 529   | 470   | 71    | 134   | 22       | 1        | 22       | 224   | 75    | 3     | 4        | 0     | 5     | 50    | 3     | 3     | 41    | 16       | .285  | .354     | .477     | .831  |
| 1983      | 日本ハム  | 130   | 557   | 490   | 68    | 138   | 21       | 0        | 26       | 237   | 89    | 6     | 4        | 2     | 7     | 57    | 2     | 1     | 39    | 21       | .282  | .353     | .484     | .837  |
| 1984      | 日本ハム  | 130   | 526   | 454   | 67    | 103   | 15       | 1        | 18       | 174   | 68    | 13    | 4        | 0     | 3     | 68    | 3     | 0     | 57    | 16       | .227  | .326     | .383     | .709  |
| 1985      | 日本ハム  | 94    | 223   | 185   | 26    | 40    | 5        | 0        | 5        | 60    | 18    | 3     | 0        | 3     | 1     | 32    | 2     | 2     | 19    | 5        | .216  | .336     | .324     | .661  |
| 1986      | 阪神      | 107   | 345   | 310   | 49    | 97    | 20       | 1        | 17       | 170   | 46    | 3     | 2        | 0     | 2     | 31    | 0     | 2     | 49    | 11       | .313  | .377     | .548     | .925  |
| 1987      | 阪神      | 57    | 100   | 91    | 4     | 16    | 3        | 0        | 1        | 22    | 5     | 1     | 0        | 0     | 0     | 9     | 0     | 0     | 23    | 3        | .176  | .250     | .242     | .492  |
| 1988      | 阪神      | 51    | 68    | 59    | 3     | 10    | 5        | 0        | 0        | 15    | 1     | 2     | 0        | 1     | 1     | 7     | 1     | 0     | 9     | 1        | .169  | .254     | .254     | .508  |
| 通算:16年 | 通算:16年 | 1642  | 6076  | 5353  | 775   | 1437  | 219      | 26       | 232      | 2404  | 818   | 140   | 51       | 13    | 44    | 629   | 31    | 33    | 618   | 146      | .268  | .346     | .449     | .796  |

- 各年度の太字はリーグ最高

### 表彰
- ベストナイン：3回 （一塁手部門：1978年、1981年、1982年）
- ダイヤモンドグラブ賞：4回 （一塁手部門：1978年、1979年、1981年、1982年）
- オールスターゲームMVP：1回 （1982年第2戦）
- パ・リーグプレーオフMVP：1回 （1981年）
- 後楽園MVP：1回 （1981年）

### 記録
初記録
- 初出場：1973年8月9日、対日拓ホームフライヤーズ後期3回戦（大阪球場）、3回裏に桜井輝秀の代走として出場
- 初安打：同上、6回裏に藤原真から
- 初盗塁：同上、6回裏に二盗（投手：藤原真、捕手：加藤俊夫）
- 初先発出場：1973年8月10日、対太平洋クラブライオンズ後期4回戦（平和台球場）、7番・二塁手として先発出場
- 初本塁打・初打点：1973年8月11日、対太平洋クラブライオンズ後期6回戦（平和台球場）、9回表に三輪悟からソロ

節目の記録
- 100本塁打：1980年5月19日、対阪急ブレーブス前期9回戦（阪急西宮球場）、3回表に三浦広之から左越3ラン ※史上109人目
- 150本塁打：1982年5月9日、対ロッテオリオンズ前期9回戦（後楽園球場）、10回裏に仁科時成から左越サヨナラソロ ※史上64人目
- 1000試合出場：1982年6月16日、対阪急ブレーブス12回戦（阪急西宮球場）、4番・一塁手として先発出場 ※史上229人目
- 1000安打：1982年8月1日、対阪急ブレーブス後期6回戦（札幌市円山球場）、2回裏に今井雄太郎から左越ソロ ※史上124人目
- 200本塁打：1984年5月18日、対南海ホークス7回戦（後楽園球場）、8回裏に山内孝徳からソロ ※史上43人目
- 1500試合出場：1986年8月15日、対中日ドラゴンズ20回戦（ナゴヤ球場）、9回表に吉竹春樹の代打として出場 ※史上83人目

その他の記録
- オールスターゲーム出場：3回 （1978年、1979年、1982年）

### 背番号
- 53 （1971年 - 1974年）
- 9 （1975年 - 1977年）
- 6 （1978年 - 1985年）
- 2 （1986年 - 1988年）
- 85 （1989年 - 1995年）
- 75 （1996年 - 1997年）
- 77 （1999年 - 2001年）
- 71 （2014年 - 2015年）

## 関連情報

### 出演番組
- スーパーベースボール- 出演していたABCテレビのプロ野球中継現行統一タイトル。
- ABCフレッシュアップベースボール- 出演していたABCラジオのプロ野球中継の現行タイトル。